# Euthanasie des enfants handicapés sous le Troisième Reich
L'« euthanasie » des enfants handicapés est le meurtre d'enfants et d'adolescents atteints de handicaps, organisé par le régime nazi, sous le Troisième Reich de 1939 à 1945. Ce programme, inauguré et dirigé depuis la Chancellerie du Führer et sur ordre d'Hitler, précède chronologiquement celui de l'Aktion T4, et implique un grand nombre d'« établissements pédiatriques spécialisés » sur le territoire du Reich. Plus de 5 000 enfants sont victimes de ce programme, et peu de ses responsables sont poursuivis pénalement après-guerre.

## Contexte de «l'euthanasie» des enfants
Adolf Hitler demande à son médecin personnel Theo Morell un mémorandum sur la question de l'euthanasie des enfants handicapés, rapport qu'il rédige à l'été 1939. Dans le rapport Theo Morell cite des parents allemands d'enfants handicapés à qui on pose la question théorique à savoir s'ils consentiraient à une procédure médicale sans souffrance qui abrégerait la vie de leurs enfants, ce à quoi la grande majorité des parents répondirent par l'affirmative.
« L'euthanasie » des enfants se déroule dans un contexte plus vaste et il est possible de différencier plusieurs phases et modalités de « l'euthanasie » nazie :
1. « Euthanasie » des enfants de 1939 à 1945 ;
2. « L'euthanasie » des adultes de 1940 à 1945 prend deux formes principales :
  1. « L'Aktion T4 » est le programme centralisé d'assassinat par le gaz, de janvier 1940 à août 1941,
  2. « L'euthanasie » par les médicaments, ou par une sous-nutrition contrainte, est pratiquée de façon plus décentralisée de septembre 1941 jusqu'en 1945 ;
3. « L'euthanasie » des invalides et des détenus, connue sous le nom « Aktion 14f13 » s'effectue d'avril 1941 à décembre 1944 ;
4. L'Aktion Brandt (de) prend place de juin 1943 à 1945[2].

Le nombre des victimes de ce programme de « guerre contre les malades » est estimé à 260 000 personnes.

## Terminologie
L'élimination des personnes désignées « éléments indésirables » par l'idéologie nazie est mise en œuvre en 1939 sous la dénomination trompeuse « d'euthanasie ». Dans les archives fédérales allemandes, les dossiers relatifs à cette campagne de meurtres sont répertoriés sous le titre de Euthanasie-Akten (documents relatifs à l'euthanasie) ou Euthanasie-Verbrechen-Zentralarchiv (Archives centrales de crimes d'euthanasie).
Si le terme d'euthanasie est employé par les nazis, plusieurs historiens montrent la réalité qui se cache derrière l’emploi de ce terme. Michael Tregenza écrit dans son ouvrage sur l'Aktion T4 : « Les nazis utilisaient le mot euthanasie, qui signifie habituellement l'acte ou la pratique consistant à donner la mort sans douleur. […] Il s'agit ici de rien de moins qu'un meurtre sous couvert d'euthanasie. » Raul Hilberg emploie le terme « euthanasie » entre guillemets. Richard J. Evans place lui aussi le terme « euthanasie » entre guillemets pour désigner un programme d'euthanasie forcée. Quant à Ian Kershaw, il qualifie l'appellation du programme d'« action d'euthanasie » d'euphémisme.
Un des motifs et prétextes de ce programme sont les lettres des parents transmises à la Chancellerie du Führer et implorant une « Gnadentod » ou « mort miséricordieuse » pour leur enfant. Dans son ordre écrit du 1er septembre 1939 à Karl Brandt et Philipp Bouhler, Adolf Hitler emploie le terme de Gnadentod.

## Cas de «l'enfant K.»

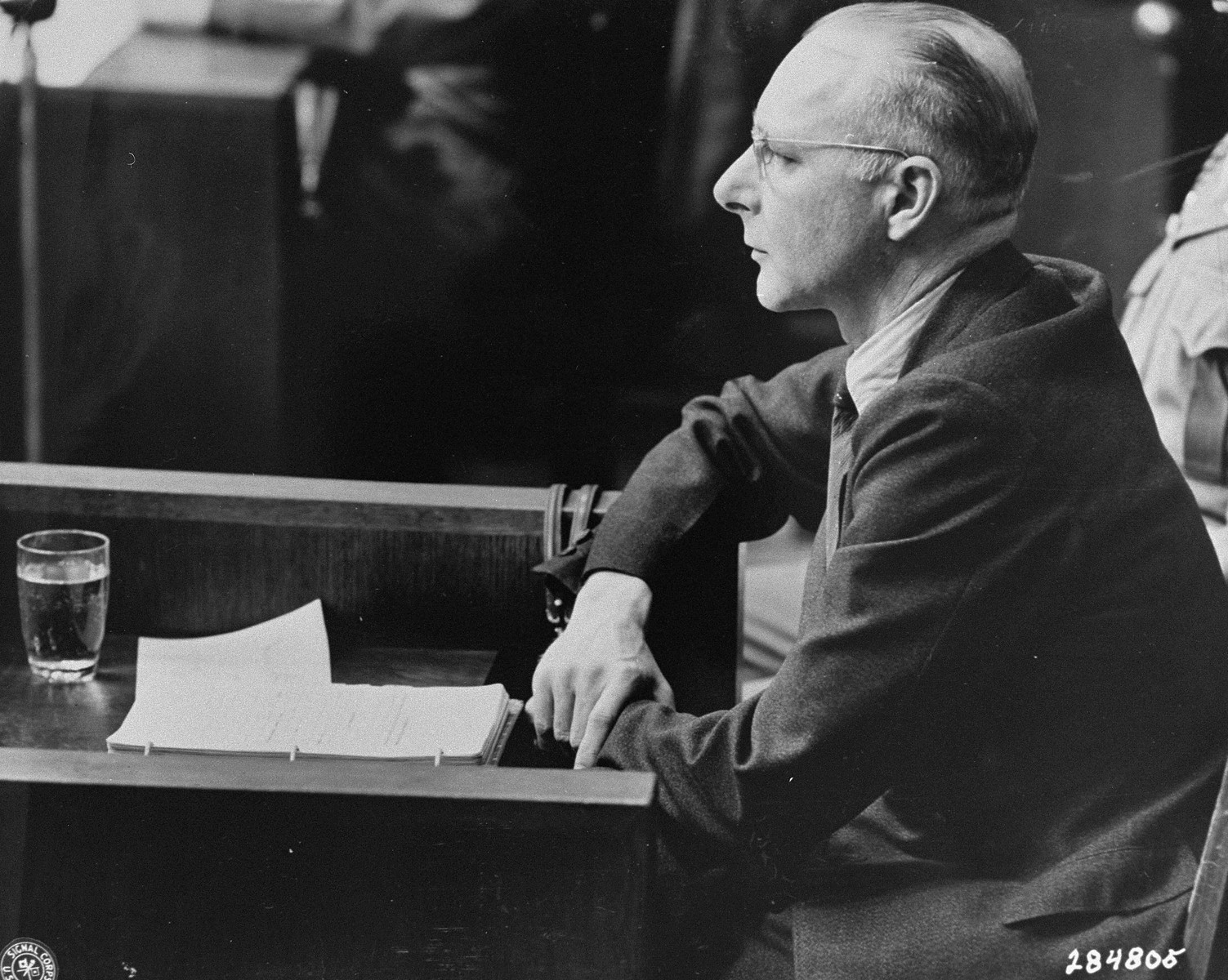
Victor Brack accusé au procès des Médecins à Nuremberg en 1947

« L'euthanasie » des enfants débute en 1938 ou 1939 avec le cas de « l'enfant K. », ou, selon l'expression employée avant 2006, de « l'enfant Knauer ».
Les parents d'un nouveau-né handicapé tentent, début 1939, d'obtenir l'autorisation de « Gnadentod », (en allemand, mort miséricordieuse) auprès de la chancellerie du Führer, sous la direction de Victor Brack, et de son bureau IIb, dirigé par Hans Hefelmann.
La documentation disponible sur le cas de l'enfant K. provient des déclarations des accusés lors des procès d'après-guerre,. D'après les recherches du journaliste Philippe Aziz, Benzenhöfer établit d'abord que l'enfant est Gerhard Herbert Kretzschmar, né le 20 février 1939 et mort le 25 juillet 1939 à Pomssen, mais il doit revoir ses conclusions en 2007 après enquête plus approfondie.
L'identité de l'enfant reste indéterminée, et il peut également s'agir d'une jeune fille décédée dès mars 1938, dans un hôpital pédiatrique proche de l'hôpital pédiatrique universitaire de Leipzig. Selon les déclarations des accusés, Werner Catel, le directeur de l'hôpital universitaire reçoit le 23 mai 1939 les parents de l'enfant et se prononce sur ses chances de survie. Il leur conseille la mort de l'enfant, et leur indique de saisir la Chancellerie du Führer. Hefelmann déclare le 14 novembre 1960 au juge chargé de l'enquête : « J'ai instruit cette demande, puisqu'elle était de mon ressort. Elle requérait une décision du Führer, et je l'ai donc transmise sans prendre position au directeur du bureau I de la Chancellerie, Albert Bormann. S'agissant d'une demande en grâce, je n'ai pas jugé nécessaire d'impliquer le ministre de l'intérieur ni le ministre de la justice, d'autant plus qu'à ma connaissance Hitler n'avait jamais accédé à de telles demandes auparavant. »
Richard von Hegener complète ainsi les souvenirs de son supérieur : « Les demandes de malades incurables ou de personnes sévèrement blessées, qui priaient d'être délivrées de souffrances trop dures à porter pour eux, arrivaient de plus en plus souvent, et ce environ six mois avant que la guerre n'éclate. Ces demandes étaient particulièrement tragiques, car les médecins ne pouvaient les satisfaire en raison des lois existantes. Comme notre office était justement là, comme on nous le répétait souvent, pour traiter sur ordre d'Hitler les cas qui ne pouvaient être résolus légalement, le docteur Hefelmann et moi-même nous sommes sentis obligés de transmettre au docteur Brandt un certain nombre de ces cas, en le priant de solliciter d'Hitler ce qu'il convenait de faire. Le docteur Brandt répondit bientôt qu'il était possible d'accéder à de telles demandes, si l'on pouvait s'assurer que le médecin traitant du patient ainsi qu'une commission médicale, qui restait à créer, s'entendaient sur le caractère incurable de la souffrance. »
Brandt déclare à propos du cas de « l'enfant K. » lors du procès des Médecins : « Je me souviens d'une demande particulière transmise au Führer en 1939. Il s'agissait du père d'un enfant mal-formé qui priait le Führer d'autoriser que la vie de cet enfant, ou de cet être, lui fût reprise. Hitler me chargea de me rendre à Leipzig — d'où provenait la demande — et de confirmer les éléments qui avaient été indiqués. Il s'agissait d'un enfant né aveugle, qui semblait idiot et à qui manquaient une jambe et une partie du bras […]. Il [Hitler] me chargea de vérifier ensuite avec les médecins de l'enfant ce que le père avait avancé. Si cela était exact, je devais dire aux médecins qu'ils étaient autorisés, au nom d'Hitler, à pratiquer une euthanasie. Il était essentiel qu'elle revête une forme qui ne puisse plus tard peser d'aucune façon sur les parents. Il fallait que les parents n'aient pas l'impression qu'ils avaient causé la mort de leur enfant. Je dus également dire que, dans le cas où les médecins se retrouveraient impliqués dans une quelconque démarche juridique, celle-ci serait portée à la connaissance d'Hitler et systématiquement détruite. Martin Bormann reçut alors la mission de communiquer en ce sens auprès du ministre de la justice d'alors, Gürtner. […] Les médecins ne variaient pas et déclaraient que rien ne justifiait vraiment le maintien en vie de cet enfant. Il fut donc décidé qu'il était tout naturel, dans un institut pédiatrique, et dans certaines circonstances, qu'une euthanasie puisse être réalisée en pareil cas par les médecins eux-mêmes, sans que l'on n'en parle plus avant. Aucune directive précise n'a été donnée. »

## Commission du Reich pour l'enregistrement scientifique des souffrances héréditaires et congénitales graves
Cette première « euthanasie » d'enfant entraîne une accélération décisive de la mise en œuvre de la doctrine « d'hygiène de la race », qui commence avec la loi allemande sur la stérilisation forcée du 14 juillet 1933 et mène par étapes à « l'euthanasie » d'enfants puis d'adultes.
Hefelmann décrit ainsi cette évolution : « Le cas Knauer amena Hitler à autoriser Brandt et Bouhler à agir dans des cas similaires de la même façon que dans l'affaire K. Je ne peux assurer que cette autorisation ait été orale ou écrite. Brandt ne nous a en tous cas pas montré d'autorisation écrite. Elle a dû être accordée lorsque Brandt a rendu compte à Hitler du règlement du cas Knauer, ce que Brandt m'a dit personnellement. Hitler avait également ordonné que tous les cas soumis au ministère de l'Intérieur soient redirigés vers la Chancellerie. Ce sujet fut d'emblée traité avec un haut degré de confidentialité. Lorsque le professeur Brandt me chargea peu après de mettre en place une commission consultative, il était essentiel de la constituer en gardant à l'esprit qu'il s'agissait d'un secret du Reich. Il n'était en conséquence possible de recruter que des médecins dont nous savions qu'ils montreraient une attitude positive. Une autre raison était qu'Hitler avait ordonné que ce service de la Chancellerie ne devait pas avoir d'existence publique. »
Le sujet est d'abord débattu en cercle restreint avec Hefelmann et von Hegener, Viktor Brack et Herbert Linden du ministère de l'Intérieur. La commission responsable de « l'euthanasie » des enfants regroupe, outre les précédents, Karl Brandt, l'ophtalmologue Hellmuth Unger, le pédiatre Ernst Wentzler, le pédopsychiatre Hans Heinze (en) et très vraisemblablement Werner Catel. La commission traite rapidement la mise en place d'une planification effective, puisqu'une organisation dédiée, réelle mais dissimulée ou camouflée, la « Commission du Reich pour l'enregistrement scientifique des souffrances héréditaires et congénitales graves » est créée trois semaines après le premier cas « d'euthanasie », et se donne comme première mission concrète le recensement des victimes potentielles. Hefelmann, von Hegener du bureau IIb de la Chancellerie du Führer, et Linden comme seul représentant d'un organisme d'État sont en première ligne de cette commission, qui n'a d'autre existence officielle que celle d'une boite aux lettres : Berlin W 9, casier postal 101. Le courrier transite de ce casier postal vers le bâtiment de la nouvelle Chancellerie, au Vossstrasse 4 à Berlin.

## Recensement des victimes et «expertise»
La procédure de recensement des victimes se fonde sur la circulaire d'application Az.: IVb 3088/39 – 1079 Mi du Ministère de l'Intérieur du 18 août 1939. Ce document classé « très confidentiel » indique les personnes responsables de l'opération et détermine les modalités du recensement. En vertu de cette circulaire, les médecins, les sages-femmes, les maternités et hôpitaux pédiatriques sont contraints de réaliser un signalement par formulaire,
« dans le cas où l'enfant nouveau-né est susceptible d'être concerné par une affection grave telle que :
1. Handicap mental et mongolisme (en particulier s'ils sont reliés à une cécité et surdité) ;
2. Microcéphalie ;
3. Hydrocéphalie lourde ou de stade avancé ;
4. Malformation de tout ordre, en particulier absence de membres, déformation de la tête ou de la colonne vertébrale, etc. ;
5. Paralysie, y compris infirmité motrice cérébrale. »

Un modèle de formulaire est établi, et rendu disponible pour les établissements de santé qui en feraient la demande auprès de l'administration. La circulaire du 7 juin 1940 le remplace par une nouvelle version corrigée. Il est prévu un dédommagement de deux Reichsmarks pour chaque signalement réalisé, afin de compenser les « soins et travaux » des sages-femmes à qui est imposée cette attribution.
Dans un premier temps il n'est obligatoire de déclarer que les enfants concernés par la circulaire jusqu'à leurs trois ans révolus. Les formulaires prescrits donnent l'impression que le recensement poursuit le but d'un traitement thérapeutique et d'un accompagnement spécialisés. Les services médicaux administratifs relaient les formulaires remplis à la Commission du Reich, où le bureau IIb de la Chancellerie du Führer, et surtout Hefelmann et von Hegener trient les dossiers en excluant ceux qui, d'après eux, ne justifient pas un accueil en « établissement pédiatrique spécialisé », et ne doivent pas être euthanasiés. 80 000 formulaires sur les 100 000 reçus jusqu'en 1945 sont ainsi rejetés. Trois experts sont nommés par la commission pour juger des 20 000 autres formulaires, Werner Catel, Hans Heinze (en) et Ernst Wentzler. Hefelmann déclare plus tard à ce sujet « que le professeur Heinze et le docteur Wentzler […] soutiennent l'euthanasie par enthousiasme, le professeur Catel par conviction, et se sont proposés comme experts sans aucune forme de contrainte ».

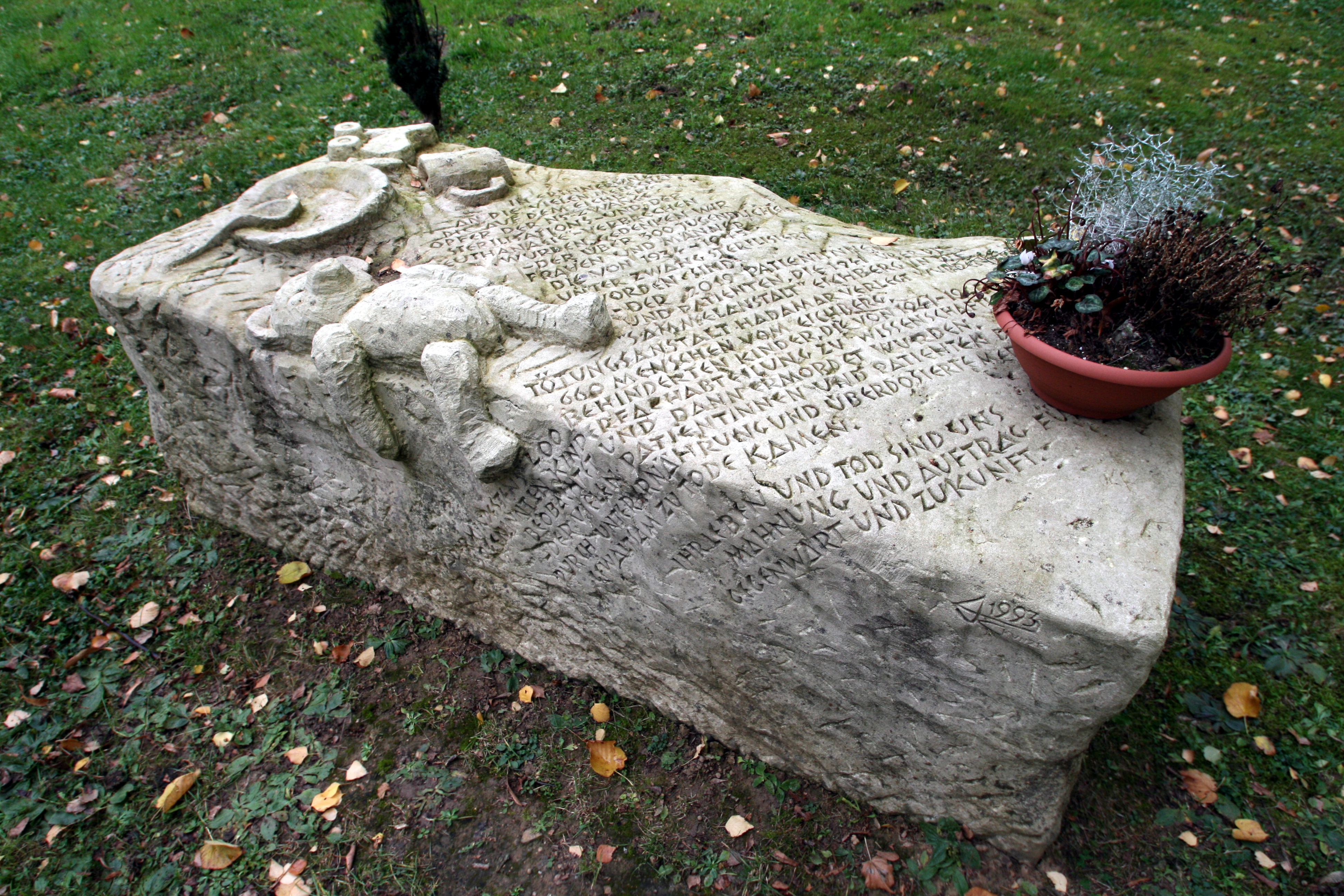
Mémorial de « l'euthanasie » à l'emplacement de l'établissement pédiatrique d'Eichberg, 1993

Ils examinent les formulaires l'un après l'autre, si bien que le troisième expert sait déjà comment ses prédécesseurs se sont prononcés. Le verdict de vie ou de mort est déterminé à la seule lecture des formulaires, sans que les experts n'aient accès aux documents médicaux ou vu les enfants. Les experts apposent au formulaire un « + » s'ils décident que l'enfant relève de l'euthanasie, ou un « - » dans le cas contraire. Dans le cas où l'expert ne peut, selon lui, formuler d'avis décisif, il indique un « B » pour Beobachtung (en allemand, observation). Ces dossiers en observation signifient que l'enfant échappe provisoirement à « l'euthanasie », mais est cependant interné en « établissement pédiatrique spécialisé ». Il incombe au médecin de l'établissement de mener sur place un examen plus approfondi et d'en rendre compte à la commission du Reich. Un critère décisif pour une évaluation « positive » du dossier est le pronostic sur la capacité de travail et d'apprentissage de l'enfant. Selon la déclaration du médecin Walter Schmidt (de), qui dirige l'établissement pédiatrique d'Eichberg, 95 % des dossiers parviennent avec accord pour le « traitement », euphémisme pour la mise à mort. Seuls les 5 % restants donnent lieu à observation et enquête plus approfondie.
Le bureau médical en charge et les « établissements pédiatriques » reçoivent de la commission du Reich des consignes sur le processus de décision et de placement : le médecin doit initier la procédure de placement et en informer les parents. Ces derniers sont sciemment trompés sur le but véritable de l'internement, qui leur est présenté comme une prise en charge spécifique de leur enfant dans un cadre thérapeutique spécialisé. On ne recourt pas tout d'abord à des mesures contraignantes, mais dès septembre 1941 des parents qui refusent l'internement de leurs enfants sont menacés de perdre leur droit de garde.
L'âge des enfants concernés par le programme est élevé à 16 ans au premier semestre 1941 afin d'éviter que des adolescents handicapés ne soient gazés dans le cadre de l'Aktion T4,. Le nombre de personnes concernées s'étend ainsi toujours plus. En sus des handicapés psychiques et physiques, le programme intègre également les soi-disant psychopathes. Depuis l'établissement pédiatrique de Kalmenhof ils sont envoyés, en tant que Gemeinschaftsunfähigen (impropres à la communauté) dans le centre d'extermination de Hadamar et tués par ingestion de médicaments après l'arrêt de l'Aktion T4. Un « internat d'éducation » est créé en ce sens à Hadamar, dans lequel au moins 40 à 45 des internés meurent d'overdoses médicamenteuses, comme cela est également pratiqué dans « l'euthanasie » des adultes.
En raison du peu de connaissances à l'époque, il est difficile de déterminer quelles maladies et handicaps avaient les victimes. D'après Steve Silberman dans NeuroTribes, l'analyse de 789 dossiers d'enfants tués, issus d'un centre de réhabilitation à Vienne en Autriche, montre que la plupart étaient diagnostiqués avec une schizophrénie infantile, de l'« idiotie », ou de l'épilepsie. Il est probable qu'une partie d'entre eux aient été autistes, ces trois diagnostics étant couramment posés aux enfants autistes à l'époque. De plus, les enfants non-verbaux ou caractériels étaient choisis en priorité, au motif qu'ils demandaient une attention plus importante. Silberman pose également l'hypothèse que le médecin autrichien Hans Asperger, exerçant à l'hôpital de Vienne, aurait volontairement décrit positivement les particularités des enfants avec la forme d'autisme désormais nommée syndrome d'Asperger afin de leur éviter l'extermination.

## «Établissements pédiatriques spécialisés»
Avec la circulaire Az.: IVb-2140/1079 Mi du 1er juillet 1940, le Ministère de l'Intérieur annonce que la Commission du Reich « a dorénavant ouvert à Brandebourg-sur-la-Havel un établissement pédiatrique spécialisé en psychiatrie, qui met en œuvre des possibilités thérapeutiques issues des plus récentes recherches scientifiques sous la direction de spécialistes de leur domaine » (voir : Centre de mise à mort de Brandebourg).
Le tout premier établissement pédiatrique spécialisé avait de fait été ouvert dès octobre 1939 à Brandebourg-sur-la-Havel, et son directeur était l'expert de la Commission du Reich Hans Heinze (en). Hefelmann se rappelle, le 17 mai 1961 d'« environ 30 établissements pédiatriques spécialisés », et les recherches historiques récentes estiment leur nombre à 37, établis dans des établissements de soins, des hôpitaux pédiatriques et des cliniques universitaires qui leur préexistent.
Une nouvelle circulaire du Ministère de l'Intérieur (Az.: IVb-1981/41-1079 Mi) du 20 septembre 1941 permet de reconnaître les difficultés du processus. Le Secrétaire d'État Leonardo Conti met en avant l'importance de cette action pour la Volksgemeinschaft , en rappelant que l'internement d'enfants malades évite « que les enfants sains d'une famille ne soient quelque peu négligés […]. La Commission du Reich pour l'enregistrement scientifique des souffrances héréditaires et congénitales graves a recruté d'éminents spécialistes pour le domaine médical particulier de sa mission […]. De nouveaux moyens viennent d'être mis à disposition de la Commission, afin de soutenir les parents qui, sans être dans le besoin, peinent à assumer la charge financière du séjour en établissement de soins ».
On demande aux chefs de service médicaux d'une part de veiller à ce que les sages-femmes remplissent bien leur devoir de signalement, et d'autre part de soutenir le travail de la commission en toutes circonstances, au besoin en exerçant la pression nécessaire sur les parents.

## Enfants victimes d'expérimentations médicales
Les enfants internés pour lesquels l'autorisation de « traitement » a été délivrée ne sont pas en général tués immédiatement, mais sont fréquemment et pendant plusieurs mois des cobayes de l'expérimentation scientifique. Une coopération étroite se noue par exemple entre le directeur de « l'établissement pédiatrique spécialisé » Eichberg, Walter Schmidt (de), et le directeur de la clinique psychiatrique universitaire d'Heidelberg Carl Schneider. 52 enfants internés sont suivis et observés médicalement à Heidelberg, transférés puis, pour 21 d'entre eux, tués à Eichberg, leur cerveau ensuite prélevé et analysé par Schneider.
À l'institut Kaiser-Wilhelm de Berlin-Buch, le directeur du département Julius Hallervorden rassemble plus de 600 cerveaux de victimes de « l'euthanasie ». Dans le centre d'extermination de Bernbourg il saisit les cadavres d'enfants amenés de l'établissement de Görden et tués à Bernbourg. Le médecin chargé du gazage sur place, Heinrich Bunke (de), a bénéficié d'une formation particulière sur la dissection du cerveau à l'institut Kaiser-Wilhelm,,.
Des installations de recherche sont également créées au sein même de plusieurs des « établissements pédiatriques spécialisés » et des essais cliniques comme des recherches anatomiques y sont pratiqués.
Le directeur du département pédiatrique de l'établissement de soins viennois Am Steinhof, Heinrich Gross, mène après-guerre des travaux d'histo-pathologie à partir de cerveaux qui proviennent des prélèvements des « établissements pédiatriques spécialisés ». Plusieurs de ses articles scientifiques des années 1950 et 1960 reposent sur l'utilisation de ce matériau.

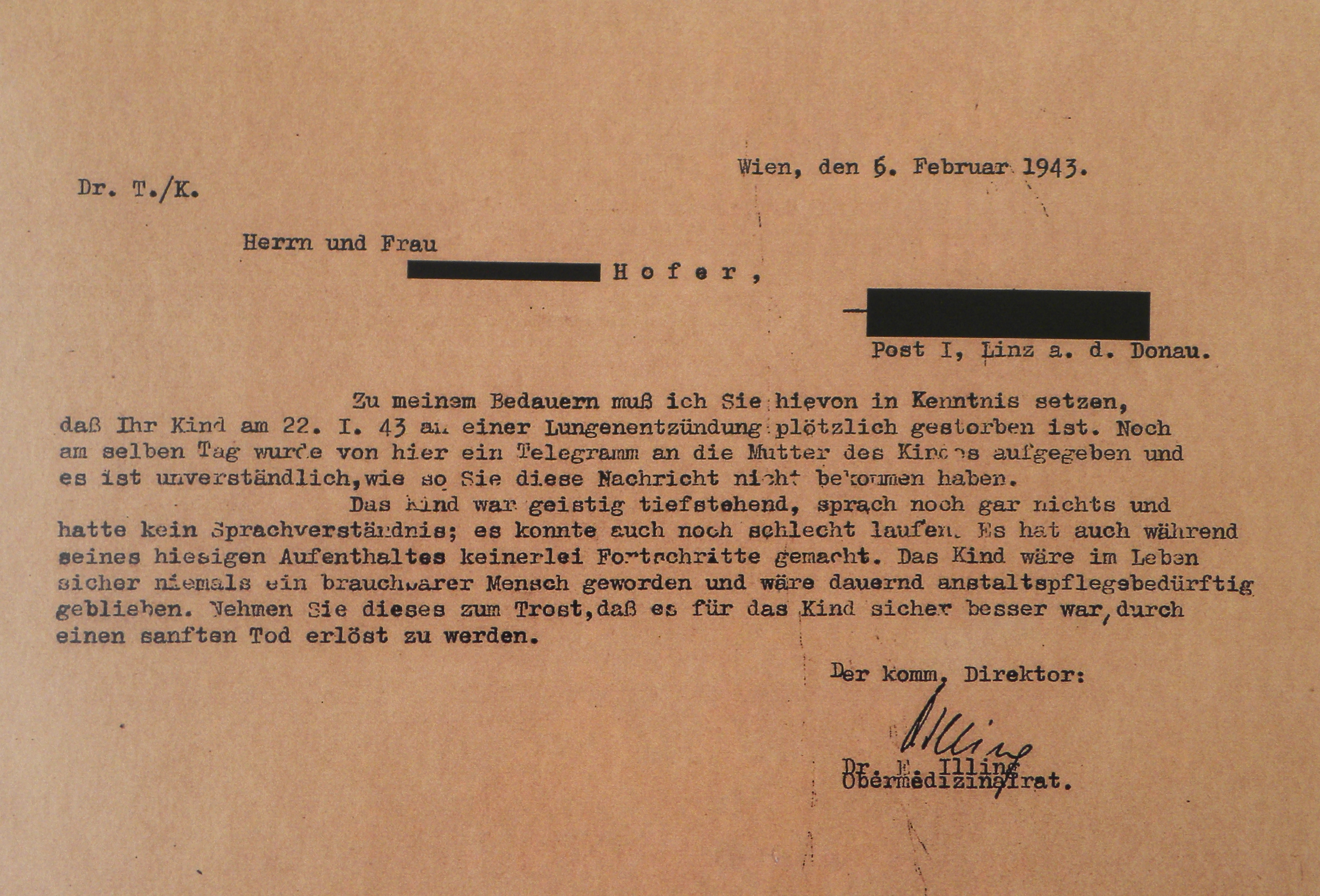
Lettre du directeur de l'établissement viennois Am Spiegelgrund Ernst Illing aux parents d'un enfant assassiné : Je dois à mon regret porter à votre connaissance que votre enfant est décédé le 22 janvier 1943 d'une inflammation respiratoire. (…) Il n'avait fait aucune sorte de progrès pendant son séjour ici. L'enfant ne serait certainement jamais devenu un être utile et aurait nécessité des soins sa vie durant. Soyez consolés par le soulagement qu'a constitué pour votre enfant une mort douce.

## Techniques d'assassinat
Les enfants sont tués par ingestions échelonnées et surdosées de barbituriques comme le phénobarbital ou le véronal, voire de morphine, mélangés à la nourriture des patients ou vaporisés au prétexte d'une protection contre le typhus. Ces overdoses conduisent à des paralysies respiratoires et à l'arrêt du fonctionnement du système digestif et rénal. Il est ainsi toujours possible d'invoquer une cause apparemment naturelle de décès. Le procédé est développé début 1940 par Hermann Paul Nitsche, qui devient ensuite le directeur médical de l'Aktion T4. La sous-nutrition et le séjour en chambres très peu chauffées accroît les effets des ingestions médicamenteuses tout en préservant l'apparence d'un décès naturel et contingent.
Hermann Pfannmüller (de), directeur d'une clinique infantile à Munich, teste des « régimes alimentaires spéciaux » consistant à diminuer progressivement la quantité de nourriture administrée aux enfants, et à ne pas leur donner du tout d'élément gras dans les portions. Les enfants meurent de dénutrition à plus ou moins longue échéance, sous couvert d'expérimentation de régimes alimentaires.

## Nombre des victimes
Le nombre des victimes de « l'euthanasie » des enfants est estimé à au moins 5 000 personnes. Si l'on prend en compte les enfants plus âgés assassinés dans le cadre de l'Aktion T4 et ceux décédés par ingestion médicamenteuse ou sous-nutrition systématique sans en référer à la centrale T4, le nombre global des victimes est compris entre 5 000 et 10 000 enfants.
L'euthanasie des enfants est un programme dont on peut supposer qu'il n'était pas prévu pour la seule durée de la guerre, mais plutôt comme une mesure permanente visant l'anéantissement des « inutiles ».

## Procédure pénale après-guerre
Seuls quelques-uns des acteurs et des responsables de « l'euthanasie » des enfants sont poursuivis pénalement après-guerre, et une petite partie d'entre eux condamnés. Dans la majorité des cas, les personnes impliquées dans le programme restent actives professionnellement, surtout si elles n'ont pas été inquiétées lors des premiers procès d'après 1945. Ce n'est qu'à partir des années 1980, avec une évolution des mentalités et des générations, qu'une réévaluation des injustices nazies est entreprise, qui entraîne de nouveaux procès. En raison de l'importante distance entre la commission des faits et leur jugement, ces procès n'ont le plus souvent pas de conséquences notables sur les responsables encore en vie à l'époque.
| Nom                  | Fonction | Procédure pénale |
| Philipp Bouhler      | Chef de la Chancellerie du Führer, missionné par écrit par Hitler pour mettre en place le programme « d'euthanasie »                                             | se suicide le 10 mai 1945 à Fischhausen à Zell am See. |
| Viktor Brack         | Responsable du bureau II de la Chancellerie | condamné à mort au procès des Médecins le 20 août 1947 et pendu le 2 juin 1948 à Landsberg am Lech.                                                                                      |
| Werner Blankenburg   | Responsable du bureau IIa de la Chancellerie, secrétaire de Brack                                                                                                | entre en clandestinité sous un faux nom à Stuttgart. |
| Karl Brandt          | Commissaire général à la Santé et aux affaires sanitaires, chargé par Hitler de mettre en place « l'euthanasie »                                                 | condamné à mort au procès des Médecins le 20 août 1947 et pendu le 2 juin 1948 à Landsberg am Lech.                                                                                      |
| Leonardo Conti       | Reichsgesundheitsführer | se suicide le 6 octobre 1945 à Nuremberg dans la prison des criminels de guerre. |
| Herbert Linden       | Conseiller ministériel à la section IV du ministère de l'Intérieur du Reich, Chargé de mission du Reich aux établissements de soins, chef-expert de l'Aktion T4  | se suicide le 27 avril 1945 à Berlin. |
| Hans Hefelmann       | Responsable du bureau IIb de la Chancellerie et de la Commission du Reich pour l'enregistrement scientifique des souffrances héréditaires et congénitales graves | co-accusé dans la procédure du tribunal de Limburg contre Werner Heyde, procédure stoppée le 8 octobre 1972 pour « incapacité durable ».                                                 |
| Richard von Hegener  | Secrétaire de Hefelmann au bureau IIb de la Chancellerie | condamné le 20 février 1952 à la détention à perpétuité pour crime contre l'humanité par le tribunal de Magdebourg, relâché après quatre années.                                         |
| Werner Catel         | Directeur de la clinique pédiatrique universitaire de Leipzig, expert auprès de la Commission du Reich                                                           | classifié comme innocent lors de la dénazification, pas de procédure pénale. |
| Ernst Wentzler       | Directeur de la clinique pédiatrique privée de Berlin-Frohnau, expert auprès de la Commission du Reich                                                           | mis hors de cause le 19 avril 1949 après enquête du tribunal de Hambourg, pas de procédure pénale.                                                                                       |
| Hans Heinze (de)     | Directeur de l'établissement de soins de Görden, expert auprès de la Commission du Reich                                                                         | condamné en mars 1946 à sept années de détention par un tribunal militaire soviétique, relâché en octobre 1953, procédure d'enquête du tribunal de Hanovre stoppée en 1966 pour maladie. |
| Carl Schneider       | Directeur de la clinique pédiatrique universitaire de Heidelberg                                                                                                 | se suicide en détention provisoire le 11 décembre 1946 à Francfort-sur-le-Main. |
| Hermann Paul Nitsche | Directeur de l'institut de soins de Leipzig-Dösen, expert et responsable médical de l'Aktion T4                                                                  | condamné à mort pour meurtre le 7 juillet 1947 par le tribunal de Dresde, décapité le 25 mars 1948 à Dresde.                                                                             |
| Hellmuth Unger       | Membre du comité initiateur de « l'euthanasie » des enfants | pas de procédure pénale |
| Erwin Jekelius       | Psychiatre, premier directeur de l'institution Am Spiegelgrund                                                                                                   | condamné à 25 ans de travaux forcés à Moscou en 1948, il meurt d'un cancer dans un camp de travail soviétique en mai 1952.                                                               |